# Barre (Tarn)
Barre – miejscowość i gmina we Francji, w regionie Oksytania, w departamencie Tarn.
Według danych na rok 1990 gminę zamieszkiwało 257 osób, a gęstość zaludnienia wynosiła 17 osób/km² (wśród 3020 gmin regionu, Midi-Pireneje Barre plasuje się na 807. miejscu pod względem liczby ludności, natomiast pod względem powierzchni - na miejscu 763.).